# Ranuccio Scotti Douglas
Ranuccio Scotti Douglas ou Ranuzio Scotti Douglas (19 de julho de 1597 - 10 de maio de 1659) foi um prelado católico romano que serviu como Bispo de Borgo San Donnino (1627–1650), Núncio Apostólico na Suíça (1630-1639) e Núncio Apostólico Núncio na França (1639-1641).

## Biografia
Ranuccio Scotti Douglas nasceu a 19 de julho de 1597 em Parma, na Itália. No dia 22 de março de 1627, foi nomeado durante o papado de Urbano VIII como Bispo de Borgo San Donnino. A 18 de abril de 1627, foi consagrado bispo por Laudivio Zacchia, bispo de Corneto e Montefiascone, tomando posse a 30 de maio de 1627. A 20 de maio de 1630, foi nomeado por Urbano VIII como Núncio Apostólico na Suíça. No dia 7 de setembro de 1639, Urbano VIII nomeou-o Núncio Apostólico na França. Em 1641, renunciou ao cargo de Núncio Apostólico na França. Douglas serviu como Bispo de Borgo San Donnino até à sua renúncia a 13 de março de 1650 e faleceu no dia 10 de maio de 1659.

## Sucessão episcopal
| Episcopal succession of Ranuccio Scotti Douglas |
| --- |
| Enquanto bispo, foi o consagrador principal de: - Johann Flugi d'Apremont, (1636); e - Giuseppe Battaglia, (1657); e o co-consagrador principal: - John Roche, (1627); - Pietro Antonio Spinelli, (1629); - Giovanni Battista Malaspina, (1629); - Muzio Colonna, (1629); - Giambattista Spada, (1643); - Pietro Vidoni (seniore), (1644); - Aniello Campagna, (1645); - Girolamo Codebò, (1645); - Jacques Lebret, (1645); - Michel Mazarin, (1645); - Giovanni Battista Aresti de Dovara, (1645) - Giovanni Battista Buonacorsi, (1645); - Andrea Massa, (1645); - Antonio Lupi, (1645); - Pomponio Spreti, (1646); - Pier Luigi Carafa, (1646); - Donato Pascasio, (1646); - Ascanio Maffei, (1646); - Bonaventura Claverio, (1646); - Louis de Fortia-Montréal, (1646); - Martino Megali, (1646); - Giacomo Carafa, (1646); - Francesco Antonio Depace, (1646); - Caesar Reghini, (1646); - Federico Sforza, (1646); - César Argelli, (1647); - Rafael Levaković, (1647); - Simeone de Summis, (1647); - Tommaso Imperato, (1647); - Giovanni Ambrogio Bicuti, (1647); - Pompeo Mignucci, (1647); - Antonio Pavonelli, (1648); - Gregorio Carafa, (1648); - Tommaso d'Aquino, (1648); - Nicola Dalmazzo, (1648); - Paolo Teutonico, (1649); - Gian Giacomo Cristoforo, (1649); - Pietro Rota, (1650); - Leonardo Severoli, (1650); - Giuseppe Sanfelice, (1650); - Andreas Lanfranchi, (1651); - Benedetto Geraci, (1651); - Filippo Casoni, (1651); - Ercole Coppola, (1651); - Giacomo Giordano, (1651); - Thomas Tomassoni, (1652); - Sallustio Cherubini, (1652); - Rodrigo Cruzado Caballero, (1652); - Girolamo Boncompagni, (1652); - Ascanio Ugolini, (1652); - Carlo Nembrini, (1652); - Francesco Gaetano, (1652); - Neri Corsini, (1652); - Giantommaso Gastaldi, (1652); - Teodor Skuminowicz, (1652); - Filippo Jacobio, (1652); - Martino Denti de' Cipriani, (1652); - Marcello Santacroce, (1652); - Antonio Bichi, (1652); - Girolamo Borghese, (1652); - Carlo Sgombrino, (1652); - Paolo Emilio Rondinini, (1653); - Gerolamo Bollini, (1653); - Giovanni Granafei, (1653); - Celestino Bruni, (1653); e - Raimondo Castelli, (1656). |